# پپینو دی کاپری
پپینو دی کاپری (به انگلیسی: Peppino di Capri) (زاده ۲۷ ژوئیه ۱۹۳۹) خواننده ایتالیایی است.
او نماینده ایتالیا در مسابقه آواز یوروویژن ۱۹۹۱ بود.